# Pogoria II (Dąbrowa Górnicza)
Użytek ekologiczny „Pogoria II” w Dąbrowie Górniczej utworzono uchwałą Rady Miejskiej nr LVI/990/2002 z 22 maja 2002 r. Użytek znajduje się pomiędzy jeziorami Pogoria I i Pogoria III, na południe od osady Piekło, obejmuje jezioro Pogoria II oraz część misy jeziornej z rozległymi trzcinowiskami i zaroślami wierzbowymi. Teren użytku wynosi ok. 40 ha.
Cel ochrony

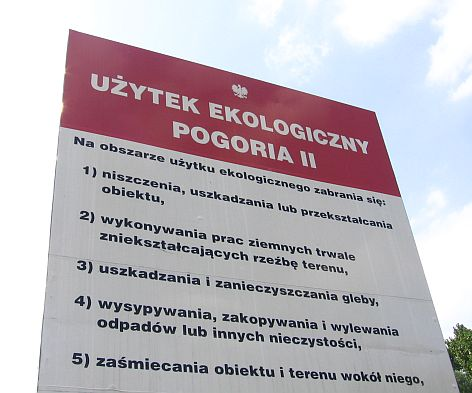
Tablica informacyjna

Celem ochrony jest zachowanie biocenoz nadwodnych i bagiennych z bogatą awifauną.
Walory przyrodnicze
Pogoria II jest sztucznym zbiornikiem, powstałym po zalaniu wyrobisk piasku. Występują tu takie zbiorowiska roślinne, jak: szuwary, murawy, zarośla, lasy łęgowe, zespoły bagienne i wodne.
Obszar ten charakteryzuje się dużym bogactwem fauny. Występują tu 84 gatunki kręgowców, z których 52 jest pod całkowitą ochroną. Bogata jest fauna ptaków; występują tu gatunki, które są stosunkowo rzadkie nawet w kraju, np.: bączek, kuliczek piskliwy, zimorodek oraz remiz, łozówka, trzciniak. Znajduje się tu także jedna z największych w regionie kolonia mew śmieszek (około 200 gnieżdżących się par).
Najwartościowszym przyrodniczo fragmentem użytku jest zarośnięta, płytka zatoka w południowo-wschodniej części jeziora. Na tym obszarze zabronione jest wędkowanie.
Chronione lub rzadkie gatunki
- grążel żółty
- kruszczyk błotny
- kruszyna pospolita
- mądziak malinowy (grzyb)
- kruszczyk szerokolistny
- kruszczyk rdzawoczerwony